# باسیل ایوانیک
باسیل ویلیام ایوانیک (به انگلیسی: Basil William Iwanyk) (زادهٔ ۴ ژانویهٔ ۱۹۷۰) یک تهیه‌کننده فیلم آمریکایی با اصالت اوکراینی است. او بنیانگذار کمپانی تاندر رود فیلمز است و بیشتر برای فیلم‌های سیکاریو، شهر، گرینلند و سری فیلم‌های جان ویک شناخته شده‌است. فیلم‌های او تا سال ۲۰۱۸ بیش از ۲ میلیارد دلار در سطح بین‌المللی درآمد داشته‌اند.

## فیلم‌شناسی

### آثار تهیه‌کنندگی در سینما
- به موسپورت خوش آمدید (۲۰۰۴)
- دیوار آتش (۲۰۰۶)
- ما مارشال هستیم (۲۰۰۶)
- پسران گمشده: قبیله (۲۰۰۸)
- بهترین‌های بروکلین (۲۰۰۹)
- برخورد تایتان‌ها (۲۰۱۰)
- شهر (۲۰۱۰)
- پسران گمشده: تشنگی (۲۰۱۰)
- خشم تایتان‌ها (۲۰۱۲)
- جان ویک (۲۰۱۴)
- هفتمین پسر (۲۰۱۵)
- سیکاریو (۲۰۱۵)
- خدایان مصر (۲۰۱۶)
- جان ویک: بخش ۲ (۲۰۱۷)
- جنگ جریان (۲۰۱۷)
- رودخانه ویند (۲۰۱۷)
- ۲۴ ساعت تا زنده‌ماندن (۲۰۱۷)
- یک جنگ خصوصی (۲۰۱۸)
- سیکاریو: روز سرباز (۲۰۱۸)
- هتل بمبئی (۲۰۱۸)
- جان ویک: بخش ۳ (۲۰۱۹)
- خبرچین (۲۰۱۹)
- بی‌پایان (۲۰۲۰)
- کبود (۲۰۲۰)
- گرینلند (۲۰۲۰)
- وویجرز (۲۰۲۱)
- پیمانکار (۲۰۲۲)
- دوباره عشق (۲۰۲۳)
- جان ویک: بخش ۴ (۲۰۲۳)
- قندهار (۲۰۲۳)
- شب آرام (۲۰۲۳)
- بالرین (۲۰۲۴)
- مرد میمونی (۲۰۲۴)
- دست راست سرخ (۲۰۲۴)
- نفس بکش (۲۰۲۴)
- رودخانه ویند ۲ (۲۰۲۴)[۳]
- خاکروبه (۲۰۲۵)

### آثار تلویزیونی
- پیام‌آوران (۲۰۱۵)
- فراری (۲۰۲۰)

### در مقاممدیر تولید
- پایگاه (۲۰۰۳)
- اگر می‌شد (۲۰۰۴)
- شکارچیان ذهن (۲۰۰۴)
- قوانین جذابیت (۲۰۰۴)
- بی‌مصرف‌ها (۲۰۱۰)
- بی‌مصرف‌ها ۲ (۲۰۱۲)
- بی‌مصرف‌ها ۳ (۲۰۱۴)
- ستاره‌ای متولد شده‌است (۲۰۱۸)
- رابین هود (۲۰۱۸)